# Clément Duvernois
Clément Aimé Jean Duvernois, född den 6 april 1836 i Paris, död där den 8 juli 1879, var en fransk journalist och statsman. 
Duvernois uppfostrades i Alger och började där sin publicistiska bana. Han blev 1858 redaktör för tidningen "Algérie nouvelle", men 1859 dömdes han till fängelse för pressförbrytelse, och tidningen indrogs. Duvernois flyttade sedermera till Paris, där han 1864 blev redaktör för "Courrier de Paris", vilken tidning hade till syfte att verka för en konstitutionell opposition mot kejsardömet. Han företog 1865 en resa till Mexiko. 
År 1868 övertog han redaktionen av "Époque", och 1869 uppsatte han "Peuple" (sedermera kallad "Peuple français"), i vilka båda tidningar han försvarade kejsardömet. Sistnämnda år blev han deputerad för departementet Hautes-Alpes. Efter de första motgångarna i kriget med Tyskland föreslog Duvernois den 9 augusti 1870 i lagstiftande kåren en dagordning, genom vilken ministären Ollivier störtades, och följande dag blev han handelsminister i Charles Cousin-Montaubans kabinett och verkade som sådan med nit och framgång för att förse Paris med livsmedel. 
Vid statsvälvningen den 4 september 1870 flydde han till England, men återkom 1871 till Paris. År 1872 blev han redaktör för Eugène Rouhers organ, "Ordre". Kort därefter invecklades han i ett mindre hederligt bankföretag (Banque territoriale d'Espagne), vars bankrutt kostade honom två års fängelse. Sedan han återvunnit sin frihet, uppsatte han 1876 gottköpstidningen "Salut", i vilken han arbetade för prins Louis Napoléons tronkandidatur, och 1877 blev han huvudredaktör för den bonapartistiska tidningen "Pouvoir". Duvernois utgav åtskilliga politiska broschyrer.